# Stazione di Collado Mediano
La stazione di Collado Mediano è una stazione ferroviaria che serve il comune di Collado Mediano, sulla linea Villalba - Segovia.
La stazione dispone di servizi di media distanza e forma parte della linea C8 delle Cercanías di Madrid.
Si trova lungo calle Real nel comune di Collado Mediano

## Storia
La stazione è stata inaugurata il 1º luglio 1888 con l'apertura del tratto Villalba - Segovia della linea Medina del Campo - Villalba.